# Luis Larroque
Luis Alberto Larroque Allende (Guecho, 22 de septiembre de 1938 - Madrid, 15 de septiembre de 2009) fue un abogado, directivo empresarial y político español.

## Biografía

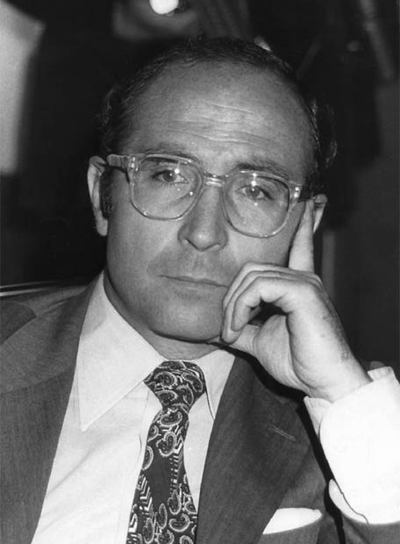
Luis Larroque

Licenciado en Derecho por la Universidad de Oviedo, se diplomó en práctica jurídica y en dirección de empresas (Deusto e Instituto de Estudios Superiores de la Empresa (IESE), respectivamente).
Comenzó trabajando como abogado en 1974, a la par que se vinculaba a los movimientos de oposición al franquismo al final de la dictadura. Así, participó dentro de la denominada Izquierda Democrática en la Junta Democrática (vinculada al Partido Comunista de España (PCE), formación a la que Larroque se incorporó poco después) y en la fundación de la coordinadora de fuerzas antifranquistas conocida como Platajunta, en la que también estaba la Plataforma de Convergencia Democrática, más vinculada al Partido Socialista Obrero Español (PSOE). Esto le valió ser procesado por el Tribunal de Orden Público, junto a un nutrido grupo de antifranquistas entre los que se encontraban el también abogado, Antonio García-Trevijano (coordinador de la Junta), y los líderes de formaciones ilegalizadas como Nazario Aguado (Partido del Trabajo de España), Francisco Álvarez Dorronsoro (Movimiento Comunista), Marcelino Camacho (Comisiones Obreras), el escritor José Manuel Caballero Bonald y Joaquín Ruiz-Giménez Aguilar, hijo del líder de Izquierda Democrática y exministro franquista, Joaquín Ruiz-Giménez
En las primeras elecciones municipales democráticas de 1979 fue elegido concejal del PCE en el ayuntamiento de Madrid, ocupando la primera tenencia de alcaldía en virtud del pacto de gobierno entre el Partido Socialista y el Partido Comunista, que otorgó la alcaldía a Tierno Galván. Expulsado del PCE durante la crisis interna del mismo en 1981, se incorporó al PSOE, con el que ocupó escañó en el Congreso en la II y III Legislatura, al sustituir a Elena Vázquez y Pedro Sabando en 1983 y 1987 respectivamente.

## Actividades profesionales
•1963-1965 Abogado de la Secretaría General y del Consejo de la empresa Dow-Unquinesa en Bilbao, habiéndose colegiado como Letrado en Bilbao el año 1962.
•1965-1972 Diversos cargos en la dirección del   Banco Atlántico de Madrid
•1972-1974 Director general del Banco Internacional de Crédito y Comercio
•1974-1976 Presidente de Acción Social y Empresarial de Madrid y fundador de la organización patronal Confederación Española de la Pequeña y Mediana Empresa
•1974-2001 Colegiado como Abogado en Madrid, especializado en Sociedades Mercantiles, Economía Exterior y organizaciones administrativas, actuando como asesor jurídico e internacional en diversas empresas españolas y de algunas instituciones Culturales, como por ejemplo de la Asociación de Directores de Escena , cuyos estatutos fundacionales fueron preparados y redactados por el mismo Larroque. En esta época, Luis estuvo más continua e intensamente dedicado como Letrado al asesoramiento internacional de las empresas españolas concertadas.
•1989-1993 Presidente de Hispano Americana de Comercio y Navegación S.A y de Inextrade S.A. y Consejero Delegado de Eurocrédito
•1993-1996 Vicepresidente ejecutivo del Instituto Español de Comercio Exterior (ICEX)
•1996-1998 Presidente de la empresa Lainter Trading S.A. y vicepresidente del World Trade Center  Madrid.
•1997-1998 Registrado como consultor del Banco Interamericano de Desarrollo (BID) y nombrado director general del INCIPE (Instituto de cuestiones internacionales y política exterior)
•1999-2001 Nombrado por la Junta y la Presidencia de la Asociación Cervantista, delegado de las Relaciones institucionales de la Asociación, formando parte también de la Comisión organizadora del Congreso Internacional de Cervantistas celebrada en Lepanto en el 2000

## Actividades y cargos políticos
•1974-1977 Miembro de la Junta Democrática que se creó en su despacho de Madrid y de la Platajunta posterior, habiendo pasado de la izquierda Democrática de Ruiz Jiménez al Partido Comunista en 1976, del que fue cesado en 1982, incorporándose entonces al Partido Socialista, de cuya Junta Directiva fue miembro, habiendo sido anteriormente fundador y director general durante la transición política de la revista ‘’La Calle’’. Durante la transición fue detenido tres veces por la Policía, pero fue liberado por decisión judicial en las tres ocasiones.
•1979-1982 Concejal del Ayuntamiento de Madrid, Diputado Provincial y Vicepresidente Primero de la Diputación de Madrid y Consejero Cultural de la misma.
•1983-1989 Diputado socialista del Congreso en dos Legislaturas, participando como miembro activo de las Comisiones de Economía y Hacienda, de Presupuestos, de Industria, de Obras Públicas, Comercio y Servicios y Cultura
•1985-1987 Director general del Gabinete del ministro de Cultura
•1987-1989 Concejal y primer teniente de alcalde del Ayuntamiento de Madrid

## Actividades culturales, institucionales y docentes
-1982-1998 Miembro de los Patronatos de la Escuela Superior de Música Reina Sofía. Cuando dirigía la INCIPE formó parte del Consejo Editorial de las Revistas ‘’Política Exterior’’ y ‘’Economía Exterior’’.
•1982-2001 Miembro del Patronato de la Fundación Ortega y Gasset y de su Comité Delegado, iniciando los dos primeros años como Secretario General de la Fundación y siendo luego miembro del Patronato y del Comité de la Universidad
•1981-1983 Escribió y publicó tres ediciones del libro denominado ‘’Las Comunidades Autónomas’’
•Campeón Juvenil de Hockey de España en tres ocasiones
•Capitán de la Sociedad Deportiva Indautxu
1. 1 2  Rafael Fraguas (19 de septiembre de 2009). «Luis Larroque, ex concejal de Madrid y diputado progresista». El País. Consultado el 27 de julio de 2013.
2. ↑  Congreso de los Diputados (ed.). «Ficha de Larroque Alende, Luis». Consultado el 27 de julio de 2013.
3. ↑  Fundación Juan March (ed.). «Ficha de Larroque Allende, Luis». Consultado el 27 de julio de 2013.
4. ↑  «Manuel Pastor, Caballero Bonald y Ruiz Giménez (hijo) declaran hoy». El País. 12 de mayo de 1976. Consultado el 27 de julio de 2013.

| Predecesor: Emilio García Horcajo | Portavoz del Grupo Socialista en el Ayuntamiento de Madrid 1987-1989 | Sucesor: Juan Barranco                  |
| Predecesor: Emilio García Horcajo | Primer teniente de Alcalde de Madrid 1987-1989                       | Sucesor: José María Álvarez del Manzano |

- Datos: Q14324032